# Колібрі-ангел біловусий
Колі́брі-а́нгел біловусий (Heliomaster constantii) — вид серпокрильцеподібних птахів родини колібрієвих (Trochilidae). Мешкає в Мексиці і Центральній Америці.

## Опис
Довжина птаха становить 11-13 см, враховуючи хвіст довжиною 27-34 мм, самці важать 7,4 г, самиці 7,2 г. Верхня частина тіла бронзово-зелена з металевим відблиском, за винятком тімені, на надхвісті широка біла смуга. Обличчя чорнувате, під дзьобом широкі білі "вуса". за очима білі смуги. Підбдоріддя чорне, горло чорнувато-сіре, на нижній частині горла яскраво-червона або пурпурово-червона райдужна пляма. Решта нижньої частини тіла бурувато-сіра, живіт білий. Нижні покривні пера хвоста блідо-сірі з широкими білими кінчиками. На боках великі пучки білого пір'я, помітні в польоті. Крила відносно великі у порівнянні з хвостом. Центральна пара стернових пер бронзово-зелена, решта стернових пер бронзово-зелені з білими краями внутрішніх опахал і чорними плямками на кінчиках. Дзьоб довгий, дещо вигнутий, чорний, довжиною 31-37 мм.
У представників підвиду H. c. pinicola нижня частина тіла світліша, пляма на горлі менша. У представників підвиду H. c. leocadiae нижня частина тіла світліша, ніж у номінативного підвиду, однак темніша, ніж у підвиду H. c. pinicola, пляма на горлі у них рожево-червона.

## Підвиди
Виділяють три підвиди:
- H. c. pinicola Gould, 1853 — північний захід Мексики (від Сонори до Халіско);
- H. c. leocadiae (Bourcier & Mulsant, 1852) — захід Мексики (на південь від Наярита) і захід Гватемали;
- H. c. constantii (Delattre, 1843) — від Сальвадору і Нікарагуа до південно-західної Коста-Рики.

## Поширення і екологія
Біловусі колібрі-ангели мешкають в Мексиці, Гватемалі, Сальвадорі, Гондурасі, Нікарагуа і Коста-Риці. Представники підвиду H. c. pinicola вперше були зафіксовані в Аризоні у 1969 році, а наразі бродячі птахи спостерігаються там майже кожного року. Біловусі колібрі-анголи живуть у сухих субтропічних і тропічних лісах і на узліссях, в сухих чагарникових заростях в напівпустелях, в галерейних лісах і рідколіссях. Віддають перевагу заростям сейби, табебуї (Tabebuia) і бомбаксових, трапляються в геліконієвих заростях поблизу землі. Зустрічаються на висоті до 1500 м над рівнем моря, переважно на висоті від 800 до 1000 м над рівнем моря. На більшій частині ареалу вони ведуть переважно осілий спосіб життя, в Аризоні трапляються з траввня по жовтень.
Біловусі колібрі-ангели живляться нектаром квітучих рослин, рухаючись за певним маршрутом. Не захищають кормові території, шукають їжу в усіх ярусах лісу. Доповнюють свій раціон дрібними комахами, яких ловлять в польоті або збирають з рослинності.
Сезон розмноження в західній Мексиці триває з січня по червень, в Коста-Риці з жовтня по січень. Гніздо неглибоке, чашоподібне, робиться з моху, іншого рослинного матеріалу і павутиння, прикрашається лишайником, розміщується на верхівках дерев. В кладці 2 білих яйця.